# Studenterlunden

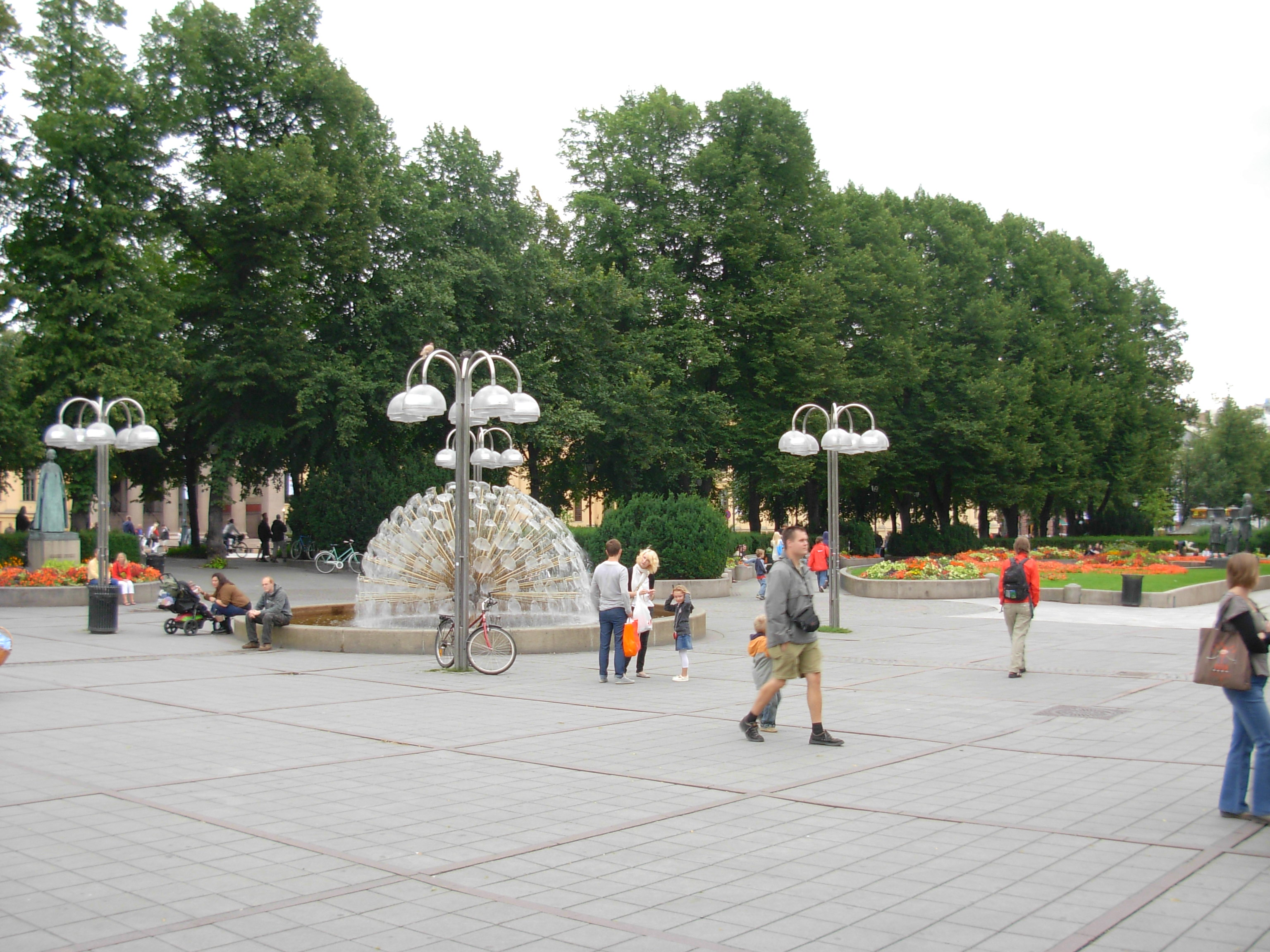
Studenterlunden, 2007

Studenterlunden (deutsch: Studentenhain) ist eine Parkanlage in der norwegischen Hauptstadt Oslo. Der Park liegt im Osloer Stadtzentrum, dem Sentrum. 

## Lage
Der Park liegt im Osloer Stadtzentrum. Im Nordosten verläuft die Prachtstraße Karl Johans gate, im Nordwesten die Fredriks gate und im Südwesten die Stortingsgata. Im Südosten wird die Parkanlage durch die Roald Amundsen gate begrenzt, welche zwischen dem Park und dem Eidsvolls plass verläuft. Im Park liegt das Gebäude des Nationaltheatret, gegenüber der Karl Johans gate liegt die Universität Oslo und gegenüber der Frederiks gate das Königsschloss. Die beiden Teile des Eidsvolls plass werden zusammen mit dem Park Studenterlunden als ein Parkgürtel gezählt. Die beiden Anlagen gelten mitunter auch als Herzstück der Stadt Oslo, da sie die Verbindung zwischen wichtigen Institutionen wie dem Nationalparlament Storting, dem Königsschloss und der Universität Oslo herstellen. Der Eidsvolls plass wird manchmal fälschlicherweise ebenfalls als Studenterlunden bezeichnet.
Ein Teil des Parks vor dem Theatergebäude trägt seit 1989 den Namen Johanne Dybwads plass. Der Platz wurde nach der Schauspielerin Johanne Dybwad benannt, die von 1899 bis 1947 am Nationaltheatret spielte. Am Platz liegt die U-Bahn-Station Nationaltheatret stasjon.

## Geschichte

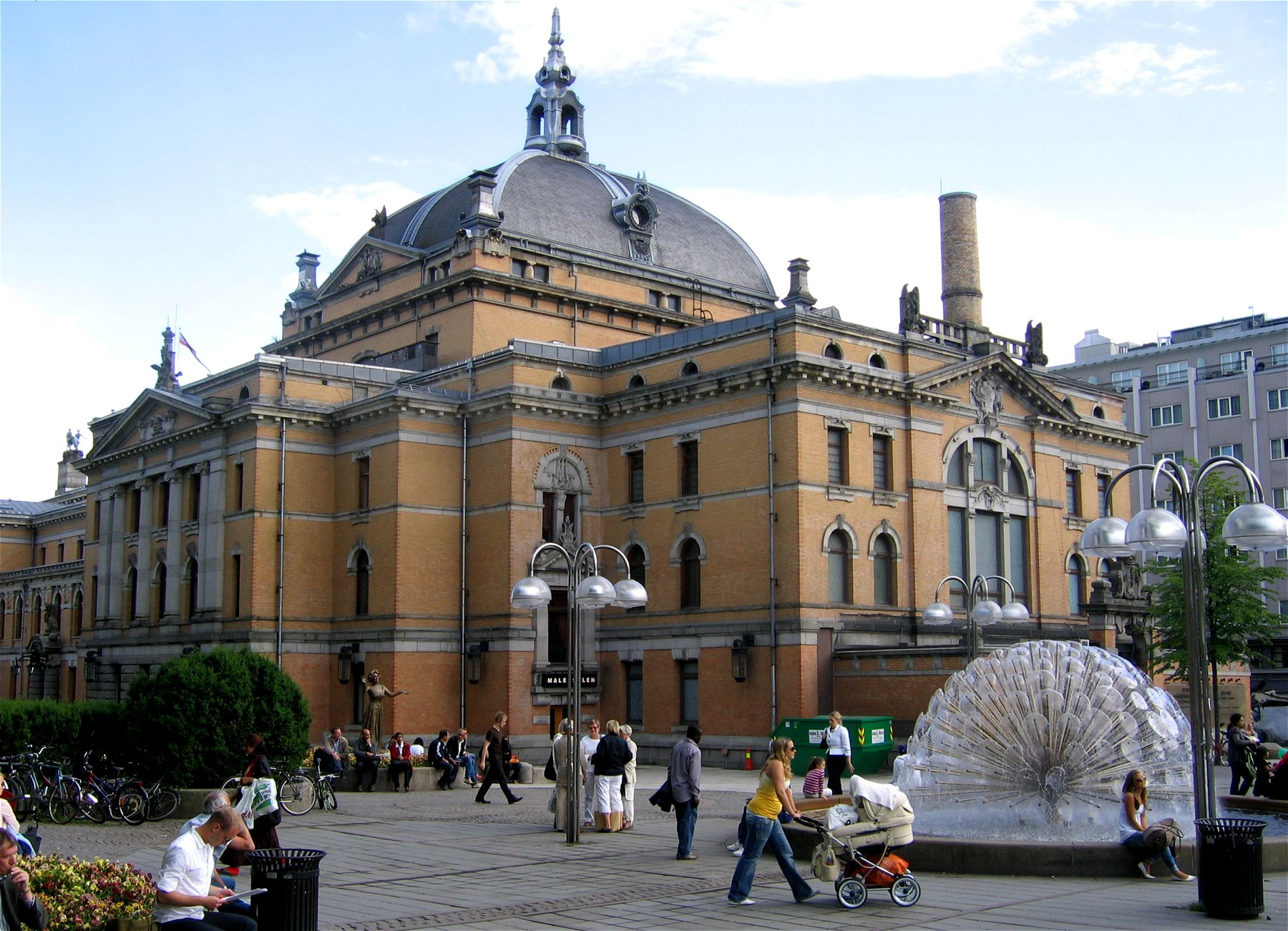
Nationaltheatret

Das Gebiet, auf dem heute der Park liegt, wurde im Jahr 1837 vom Staat gekauft. Der Park erhielt zunächst den Namen Ruseløkkens park nach dem Wohngebiet Ruseløkken. Nachdem gegenüber die Universität ihren Betrieb aufnahm und der Park verstärkt von Studierenden genutzt wurde, erhielt er den Namen Studenterlunden. Durch die Ausweitung der Stadtgrenzen Oslos (damals Christiania) wurde der Park im Jahr 1859 Teil der Kommune Oslo. Das Nationaltheatret wurde im Jahr 1899 eröffnet. Der im Jahr 1891 begonnene Bau galt als großer Eingriff in die Parkanlage und erschwerte später die Gestaltung des umliegenden Gebietes.
Im Park wurden über die Zeit hinweg mehrere Musikpavillons errichtet. Im Jahr 1920 entstand einer von den beiden Architekten Christian Morgenstierne und Arne Eide. Dort wurden während des Zweiten Weltkriegs unter deutscher Besatzung Militärkonzerte gespielt. In den 1920er-Jahren wurden die alten Bäume im Park gefällt, da eine Endstation der Osloer U-Bahn in den Park gelegt wurde.
Als man in den 1970er-Jahren unter dem Park der Eisenbahntunnel Oslotunnel baute, wurde auch der östliche Teil des Parks überarbeitet. Neben dem Park wurde auch der Eidsvolls plass vom Architekturbüro Lund og Slaatto umgestaltet. Für den Studenterlunden war vor allem der Architekt Nils Slaatto verantwortlich. In den Jahren 1986 und 1987 erfolgte eine Umgestaltung der restlichen Anlage. Die Bauarbeiten endeten nach mehreren Planänderungen erst im Jahr 1989. Es folgten weitere Überarbeitungen, unter anderem zum 100-Jahr-Jubiläum der Unionsauflösung zwischen Norwegen und Schweden im Jahr 2005.

## Brunnen und Denkmäler

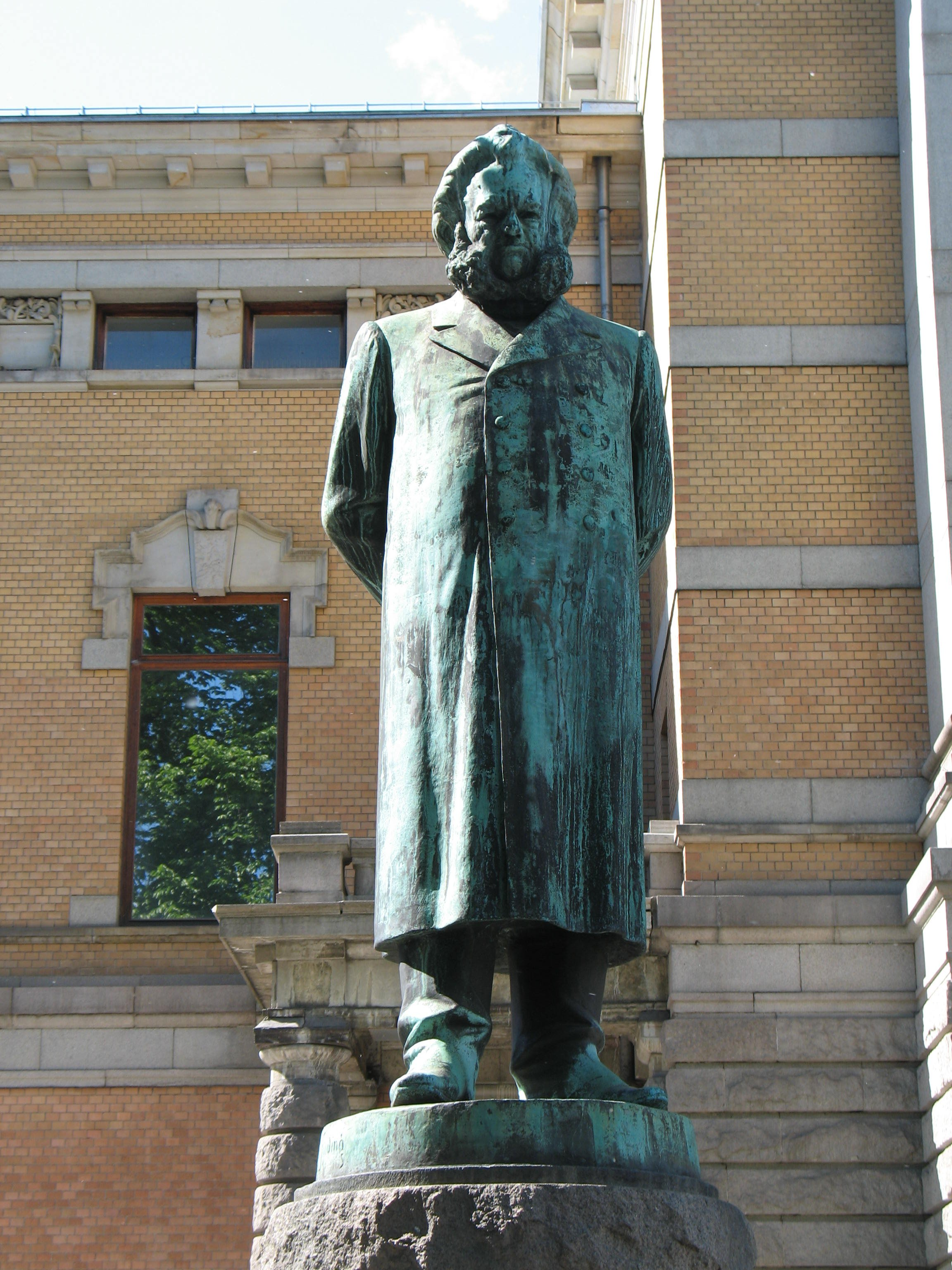
Ibsen-Statue

Auf dem Platz vor dem Nationaltheatret wurden Statuen von Bjørnstjerne Bjørnson und Henrik Ibsen platziert. Beide wurden vom Bildhauer Stephan Sinding angefertigt. Im Jahr 1939 wurde ebenfalls am Nationaltheatret die Holberggruppe vom Bildhauer Dyre Vaa in Erinnerung an Ludvig Holberg errichtet.
Auf dem Johanne Dybwads plass steht eine von Per Ung geschaffene Bronzefigur von Johanne Dybwad. Die Statue stand zunächst am Nationaltheatret, bevor sie 1988 an ihren heutigen Standpunkt umgesiedelt wurde. Neben der Statue befindet sich auf dem Platz seit 1989 der Springbrunnen Påfuglfontenen (deutsch: Pfaufontäne). Der Brunnen wurde von Nils Slaatto im Zuge des Parkumbaus entworfen. Im Park befinden sich des Weiteren unter anderem Statuen von der Sängerin Wenche Foss und dem Komponisten Johan Halvorsen.